# (20852) Allilandstrom
(20852) Allilandstrom (2000 VY12) – planetoida z pasa głównego asteroid okrążająca Słońce w ciągu 4,02 lat w średniej odległości 2,53 j.a. Odkryta 1 listopada 2000 roku.